# Bay Ridge (Brooklyn)
Bay Ridge es un vecindario en la esquina suroeste del distrito de Brooklyn de Nueva York (Estados Unidos). Limita con Sunset Park al norte, Dyker Heights al este, Narrows y Belt Parkway al oeste, y la base del ejército de Fort Hamilton y el puente Verrazzano-Narrows al sur. La sección de Bay Ridge al sur de la calle 86 a veces se considera parte de un subbarrio llamado Fort Hamilton.
Bay Ridge era anteriormente la parte más occidental de la ciudad de New Utrecht y comprendía dos pueblos más pequeños: Yellow Hook al norte y Fort Hamilton al sur. Yellow Hook recibió su nombre por el color del suelo y pasó a llamarse Bay Ridge en diciembre de 1853 para evitar connotaciones negativas con la fiebre amarilla; el nombre Bay Ridge se eligió en función de la geografía local. Bay Ridge se convirtió en un lugar de veraneo rural a mediados del siglo XIX. La llegada de la línea de la Cuarta Avenida del metro de Nueva York (actual línea R) en 1916 propició su desarrollo como barrio residencial. Hasta principios de la década de 1970, Bay Ridge estuvo dominada por su comunidad noruega, pero a principios del siglo XXI tenía una gran población árabe, irlandesa, italiana y griega.
Bay Ridge es parte del distrito 10 de la comunidad de Brooklyn y sus códigos postales principales son 11209 y 11220. Es patrullado por el Recinto 68 del Departamento de Policía de la Ciudad de Nueva York. Políticamente, está representado por el Distrito 43 del Consejo de la Ciudad de Nueva York.

## Historia

### Primeros asentamientos

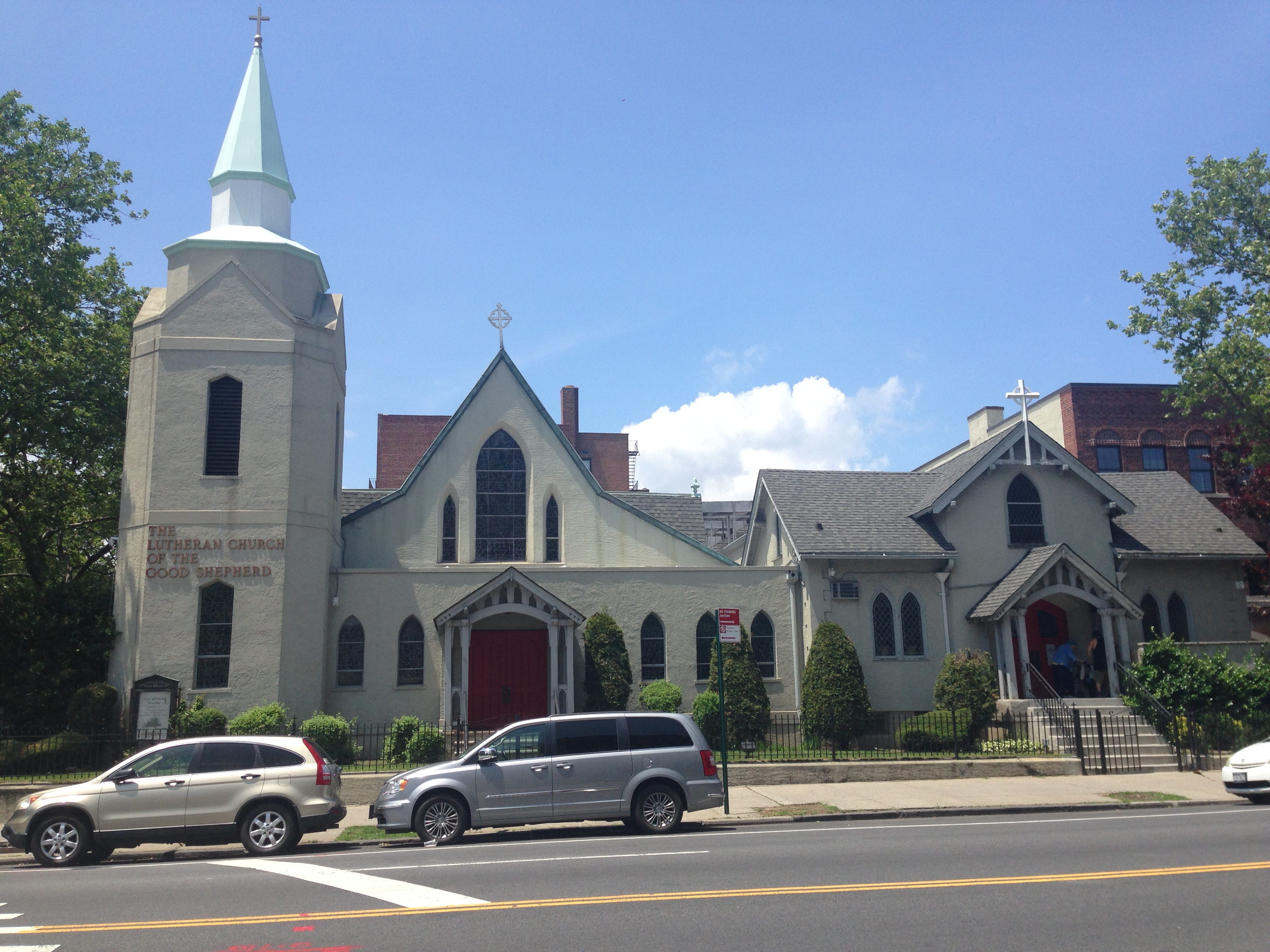
Iglesia Luterana del Buen Pastor

South Brooklyn fue colonizado originalmente por los indios canarsee, uno de varios pueblos indígenas lenape que cultivaban y cazaban en la tierra. Los canarsee tenían varias rutas que cruzaban Brooklyn, incluido un camino desde Fulton Ferry a lo largo del Río Este que se extendía hacia el sur hasta el arroyo Gowanus, Sunset Park y Bay Ridge.: 9  Los canarsee comerciaban con otros pueblos indígenas y, a principios del siglo XVII, también con colonos holandeses e ingleses.: 9 
El primer asentamiento europeo en Bay Ridge ocurrió en 1636 cuando Willem Adriaenszen Bennett y Jacques Bentyn compraron 379 ha entre las calles 28 y 60, en lo que hoy es Sunset Park.  Sin embargo, después de que los colonos holandeses compraron la tierra en la década de 1640 y establecieron sus granjas a lo largo de la costa, los canarsee pronto fueron desplazados y abandonaron Brooklyn en el siglo XVIII.: 9 El Bay Ridge actual era la parte más occidental de New Utrecht, fundada en 1657 por los holandeses.: 8  El área constaba de dos pueblos hermanos: Yellow Hook al norte, llamado así por el color del suelo, con "Hook" del holandés hoek, que significa "esquina" y Fort Hamilton al sur, llamado así por la instalación militar en su centro.: 4 

### SigloXIX
Yellow Hook fue principalmente tierra de cultivo hasta finales de la década de 1840. En 1848, se amplió la Tercera Avenida dentro del área. Dos años más tarde, un grupo de artistas se trasladó a la zona y fundó una colonia llamada Ovington Village, que lleva el nombre de la familia propietaria de las tierras de cultivo de la zona.: 1  Hacia 1853, Yellow Hook cambió el nombre de la comunidad para evitar la asociación con la fiebre amarilla. "Bay Ridge" fue sugerido por el horticultor local James Weir después de las características geográficas más prominentes del área: la alta cresta que ofrecía vistas de la Bahía de Nueva York. La belleza natural atrajo a los ricos, quienes construyeron casas de campo aprovechando la vista desde Shore Road.
Los primeros colonos se refirieron a Fort Hamilton como "Nyack Tract", en honor a la tribu de nativos americanos que vivía allí. Fort Hamilton comenzó a desarrollarse en la década de 1830 como destino turístico cuando se creó la fortificación militar correspondiente. Los trabajadores del área, en su mayoría inmigrantes, comenzaron a crear una comunidad al norte y al oeste del fuerte, que incluía tiendas, casas, iglesias y una escuela. La comunidad estaba unida por diligencia a New Utrecht, Gowanus y Downtown Brooklyn, así como por ferry a Staten Island y Manhattan.: 2 

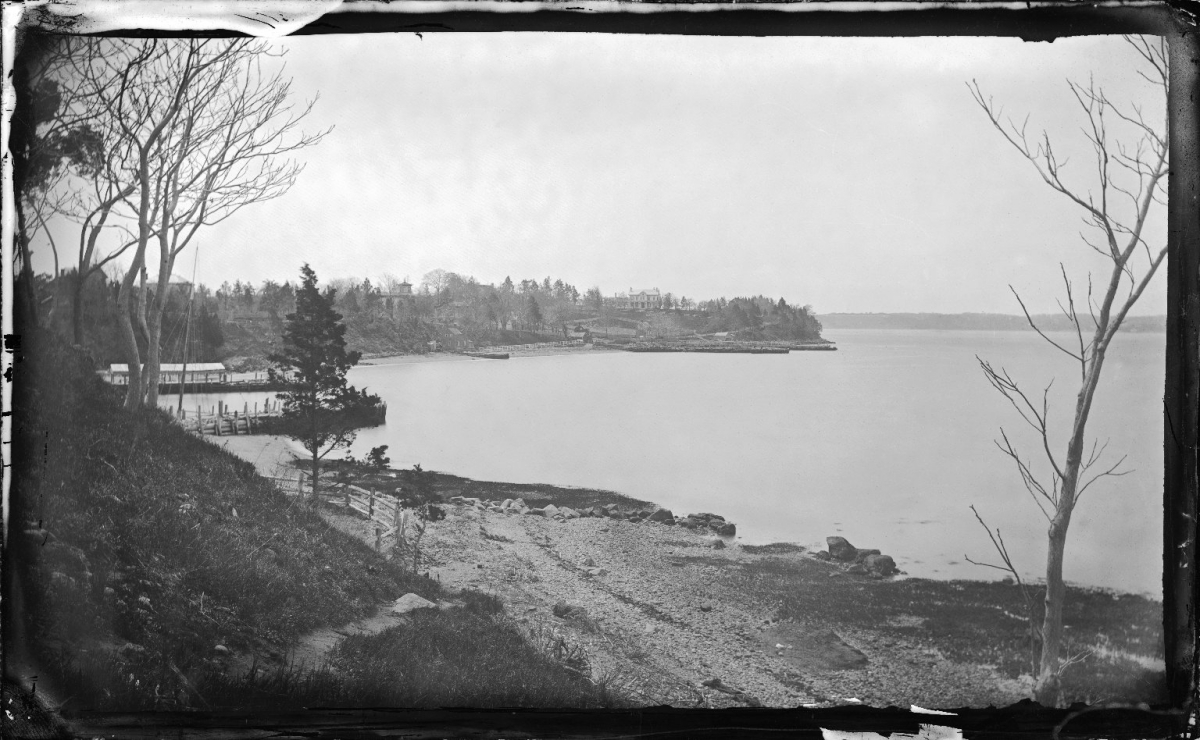
George Bradford Brainerd, Bay Ridge, c. 1872 Museo de Brooklyn

A mediados del siglo XIX, se construyó una gran cantidad de casas de campo en Bay Ridge, especialmente a lo largo de Shore Road, que daba al puerto de Nueva York hacia el oeste. La llegada del teléfono permitió a los dueños de fincas comunicarse con sus negocios en Manhattan mientras disfrutaban de sus estadías en las elegantes fincas de Bay Ridge.: 8 : 5 Durante este período, se construyeron villas de los estilos neogriego, italianizante y neogótico en Shore Road; muchas de estas villas fueron construidas por los descendientes de los pobladores originales de la zona.: 8 : 2 El desarrollo en Bay Ridge continuó durante la década de 1890. Una de las organizaciones más destacadas en Bay Ridge fue el Crescent Athletic Club, un club de fútbol construido en 1884, que contenía una casa club de verano, un cobertizo para botes y campos de juego.: 8 : 2 A fines del siglo XIX, se anticipó que se construiría una serie de avenidas a través de Brooklyn, conectando Bay Ridge con Eastern Parkway, Ocean Parkway y Prospect Park. Como tal, se colocaron varias calles anchas y arboladas en el vecindario, incluida la calle 75 (ahora Bay Ridge Parkway); Fort Hamilton Parkway; y la Carretera de la Costa.

### Desarrollo acelerado y llegada del metro
Hasta finales del siglo XIX, Bay Ridge seguiría siendo una zona rural relativamente aislada,: 4 alcanzado principalmente por diligencias, luego por carros de vapor después de 1878.: 15 En 1892, se construyó la primera línea de tranvías eléctricos en Brooklyn, comenzando en una terminal de ferry en 39th Street y pasando por Second Avenue hasta 65th Street, y luego por Third Avenue. La Quinta Avenida Elevada luego se extendió a la Tercera Avenida y la Calle 65.: 19  Esto tuvo el efecto de aumentar los precios de la tierra: una entidad, Bay Ridge Improvement Company, pudo comprar tierra por 2500 dólares/ha en 1890 y luego vender la tierra por 1000 por lote varios años después.: 19 
La especulación inmobiliaria comenzó a principios del siglo XX. Un auge de la construcción en el sur de Brooklyn comenzó alrededor de 1902 y 1903, y miles de personas comenzaron a llegar al área desde Manhattan y desde otros lugares. Los primeros planes definitivos para un subterráneo en la Cuarta Avenida (actual línea R) fueron propuestos por el ingeniero de la Comisión de Tránsito Rápido William Barclay Parsons en 1903, y dos años más tarde, se creó un comité de ciudadanos para ayudar en la creación de la línea de metro. El anuncio de la línea de metro resultó en el desarrollo inmediato de casas adosadas en Bay Ridge. En 1905 y 1906, los valores inmobiliarios aumentaron en un cien por ciento y los valores de la tierra aumentaron debido a la promesa de un mejor acceso al transporte. Tal era la tasa de desarrollo, las casas se vendían incluso antes de que se completaran, y los precios de la tierra podrían aumentar significativamente en solo unas horas.: 11 
El propio metro enfrentó retrasos. En 1905, la Comisión de Tránsito Rápido adoptó la ruta de la Cuarta Avenida hacia Fort Hamilton; Luego de la aprobación de la Junta de Estimaciones y el alcalde de Nueva York, la ruta fue aprobada por la División de Apelaciones de la Corte Suprema. Se permitieron ofertas para la construcción y operación, pero en 1907, la Comisión de Servicio Público (PSC) sucedió a la Comisión de Tránsito Rápido. Durante gran parte de 1908, hubo desacuerdos legales sobre si el proyecto podía financiarse sin exceder el límite de endeudamiento de la ciudad.: 12 El PSC votó por unanimidad a favor de la línea de metro de la Cuarta Avenida en marzo de 1908, pero la Junta de Estimaciones no aprobó los contratos para la línea hasta octubre de 1909. Para entonces, se creó un cuerpo político no partidista, con el respaldo de 25 000 residentes del sur de Brooklyn, que solo apoyaría a los candidatos en las elecciones municipales que prometieran apoyo para el metro de la Cuarta Avenida. La inauguración de la primera sección del metro, entre la Avenida DeKalb y la calle 43, tuvo lugar en 1909. No mucho después de que se adjudicaron los contratos, la PSC comenzó a negociar con la Brooklyn Rapid Transit Company y la Interborough Rapid Transit Company en la ejecución de los contratos duales, que se firmaron en 1913. Durante las negociaciones del Sistema Dual, se recomendó la construcción de una extensión del metro de la Cuarta Avenida como parte del Sistema Dual, que fue aprobado en 1912. La construcción comenzó en las secciones entre las calles 61 y 89 y entre las calles 43 y 61 en 1913 y se completó dos años después.

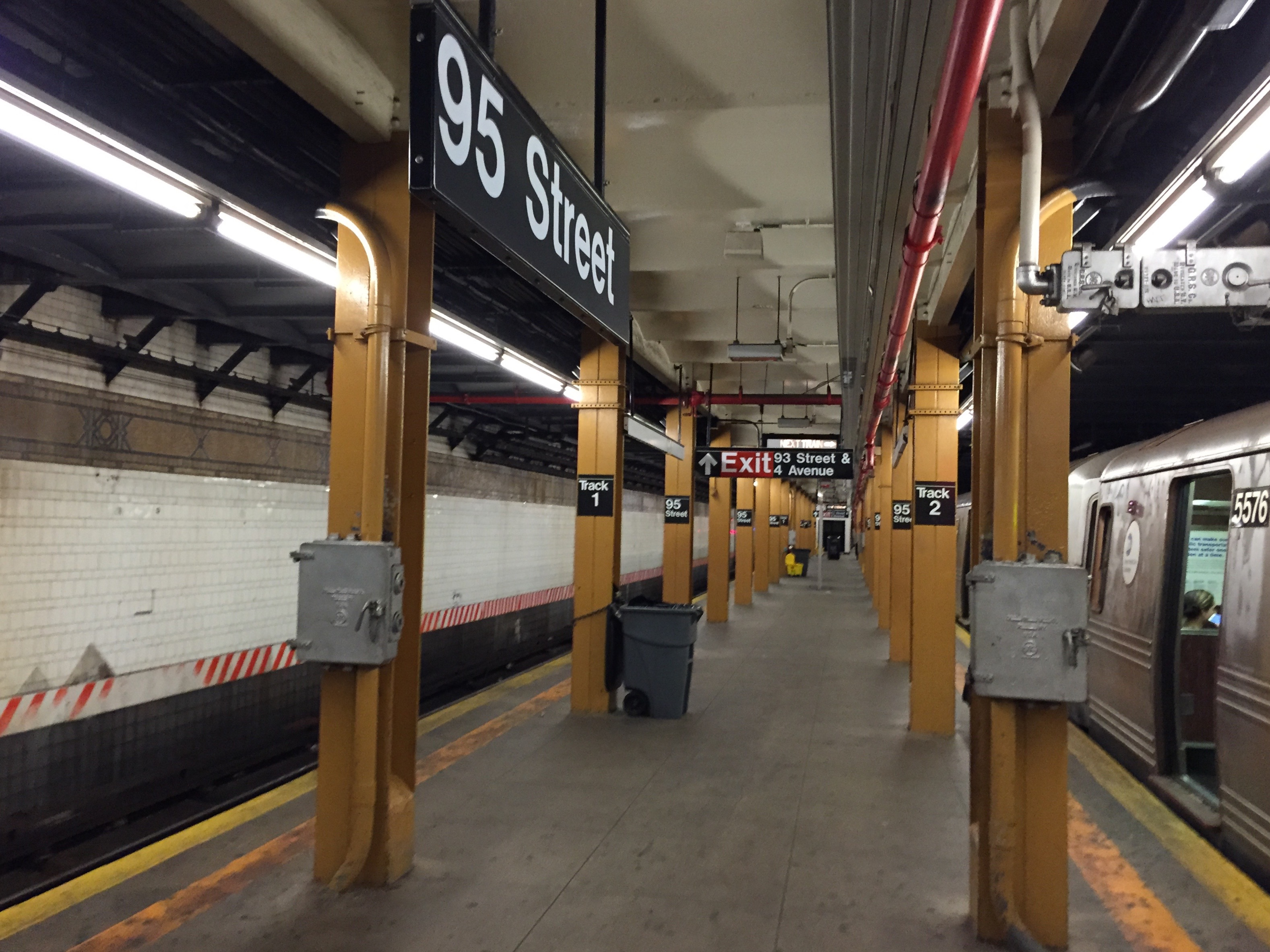
La estación terminal Bay Ridge–Calle 95 de la Línea de la Cuarta Avenida se inauguró en 1925

La línea se abrió a la calle 59 el 21 de junio de 1915, y se extendió a la calle 86 el 15 de enero de 1916, momento en el que el desarrollo comenzó a acelerarse. En ese momento, Bay Ridge se extendía hacia el norte hasta lo que ahora es Sunset Park. Los desarrollos industriales se construyeron a lo largo de la costa al norte de la actual calle 65, como Bush Terminal (ahora Industry City), y se consideró que estaban dentro de Bay Ridge. Para la década de 1920, la cantidad de edificios de apartamentos se había multiplicado por cinco, reemplazando antiguas granjas, granjas y casas.: 17  También se crearon escuelas, iglesias, tiendas, cines y otras estructuras para servir a la creciente población.: 23 El metro de la Cuarta Avenida se amplió más hasta Bay Ridge–Calle 95 en 1925, momento en el que la población de Bay Ridge se había más que duplicado desde 1900.: 17 Para la Segunda Guerra Mundial, casi todas estas casas grandes habían sido reemplazadas por edificios de apartamentos.
En el siglo XIX y principios del siglo XX, muchos marineros noruegos y daneses emigraron a Brooklyn, incluidos Bay Ridge y el vecino Sunset Park; Lapskaus Boulevard, en referencia al estofado de ternera noruego salado, era el apodo de la Octava Avenida en esta zona.

### Conexión con el resto de Nueva York y años posteriores

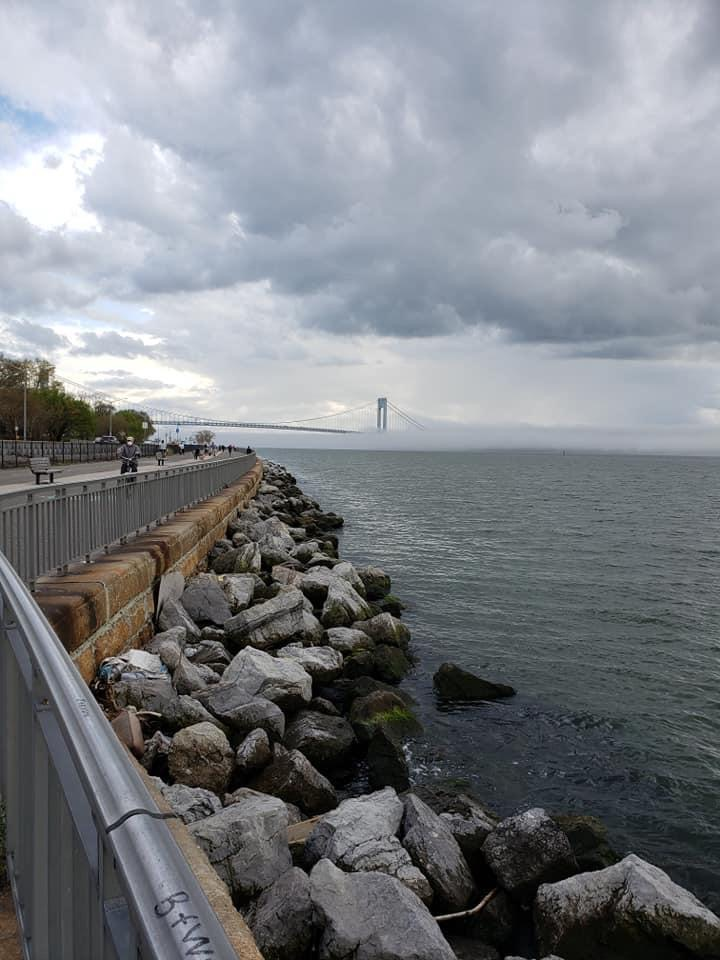
El Puente Verrazzano en un día de niebla. Foto tomada en Shore Road Park y Parkway.

Ya en 1890 había planes para construir el túnel de Staten Island, un túnel ferroviario o subterráneo, desde Bay Ridge hasta Staten Island En la década de 1910, había dos propuestas para construir un túnel que partiera del metro de la Cuarta Avenida en Bay Ridge, ya sea en Fort Hamilton o entre las calles 65 y 67. El plan para el túnel de las calles 65 a 67 finalmente se seleccionó y el trabajo comenzó en 1923, aunque el proyecto se detuvo dos años después. En 1927, dos años después de la cancelación del túnel de Staten Island, el ingeniero David B. Steinman planteó la posibilidad de construir un puente vehicular, el "Puente de la Libertad", a través de Narrows.: 135  La propuesta del túnel también se revivió con el anuncio del Puente de la Libertad, y se consideraron propuestas para túneles vehiculares y ferroviarios. El puente fue desaprobado por el Departamento de Guerra de los Estados Unidos en 1934, y los planes para un puente se revivieron en 1936. Cuando el puente fue aprobado por la Junta de Estimaciones de la ciudad en 1943, los residentes de Bay Ridge se habían vuelto en contra, citando un impacto perjudicial para el carácter del vecindario.
Robert Moses, presidente de Triborough Bridge and Tunnel Authority (TBTA), anunció la reactivación de los planes para lo que se convertiría en el puente Verrazzano-Narrows en 1947. El representante de los Estados Unidos, Donald Lawrence O'Toole, cuya circunscripción incluía a Bay Ridge, se opuso a la propuesta del puente en parte porque creía que dañaría el carácter de Bay Ridge. El Ejército de los Estados Unidos aprobó la propuesta de todos modos, y en 1957, Moses propuso expandir la autopista Gowanus de Brooklyn y extenderla hasta el puente Narrows a través de la Séptima Avenida, lo que requeriría atravesar el medio de Bay Ridge. Esta propuesta provocó la oposición de la comunidad, que quería que el enfoque siguiera Belt Parkway a lo largo de la costa de Brooklyn. Después de celebrar una audiencia para los residentes preocupados de Bay Ridge, la Junta de Estimaciones afirmó el plan del puente Narrows en octubre de 1958, aunque esto enfureció a los residentes de Bay Ridge ya que la construcción del acceso desplazaría a 7500 personas. También fue destruido Fort Lafayette, parte del sistema de defensa de Nueva York junto con Fort Hamilton y Fort Wadsworth en Staten Island; fue reemplazado por la base de la torre este del puente. El puente Verrazzano-Narrows se inauguró en 1964.
El tornado de Brooklyn de 2007 golpeó esta área, específicamente la calle 68 y la avenida Bay Ridge entre la tercera y la cuarta avenida. Once casas tuvieron que ser desalojadas después de que sufrieron daños significativos, y muchos de los árboles en las dos cuadras se derrumbaron, cayendo sobre automóviles y escalinatas. A la Iglesia Presbiteriana de la 4.ª Avenida le volaron su gran vidriera. Cuando el tornado se levantó, desprendió el techo de un concesionario Nissan cercano y deforestó el 40 % del parque Leif Ericson. El tornado ha sido clasificado EF2 en la escala Fujita Mejorada, con vientos entre 111 y 135 MPH.

## Demografía
Según los datos del censo de los Estados Unidos de 2010, la población de Bay Ridge era de 79 371, una disminución de 1168 (1,5 %) de los 80 539 contados en 2000. Con una superficie de 1571 acres (636 ha), el barrio tenía una densidad de población de 12 500 habitantes/km2.
La composición racial del vecindario era 66,4 % (52 740) blanca, 1,8 % (1457) negra, 0,1 % (83) nativa americana, 13,3 % (10 530) asiática, 0,0 % (19) isleña del Pacífico, 0,3 % (265) de otras razas, y 2,1% (1.682) de dos o más razas. Hispanos o latinos de cualquier raza eran el 15,9% (12.595) de la población.
La Junta Comunitaria 10 en su totalidad tenía 142 075 habitantes según el Perfil de Salud Comunitario de 2018 de NYC Health, con una esperanza de vida promedio de 83,1 años.: 2, 20 Esto es más alto que la expectativa de vida promedio de 81.2 para todos los vecindarios de Nueva York.: 53 (PDF p. 84)  La mayoría de los habitantes son adultos y jóvenes de mediana edad: el 20 % tiene entre 0 y 17 años, el 34 % entre 25 y 44 y el 25 % entre 45 y 64 años. La proporción de residentes en edad universitaria y de edad avanzada fue menor, del 7 % y el 15 %, respectivamente.: 2 
A partir de 2016, el ingreso familiar promedio en el Distrito Comunitario 10 fue de $ 68,679. En 2018, aproximadamente el 19 % de los residentes de Bay Ridge y Dyker Heights vivían en la pobreza, en comparación con el 21 % en todo Brooklyn y el 20 % en toda Nueva York. Uno de cada doce residentes (8 %) estaba desempleado, en comparación con el 9 % en el resto de Brooklyn y Nueva York. La carga del alquiler, o el porcentaje de residentes que tienen dificultades para pagar el alquiler, es del 49 % en Bay Ridge y Dyker Heights, un poco más bajo que las tasas del 52 % y el 51 % en toda la ciudad y el condado, respectivamente. Según este cálculo, a 2018, Bay Ridge y Dyker Heights se consideran de altos ingresos en relación con el resto de la ciudad.
Según los datos del censo de 2020 del Departamento de Planificación Urbana de Nueva York, Bay Ridge tenía 40 000 o más residentes blancos y cada población asiática e hispana tenía entre 10 000 y 19 999 residentes.

## Comunidad

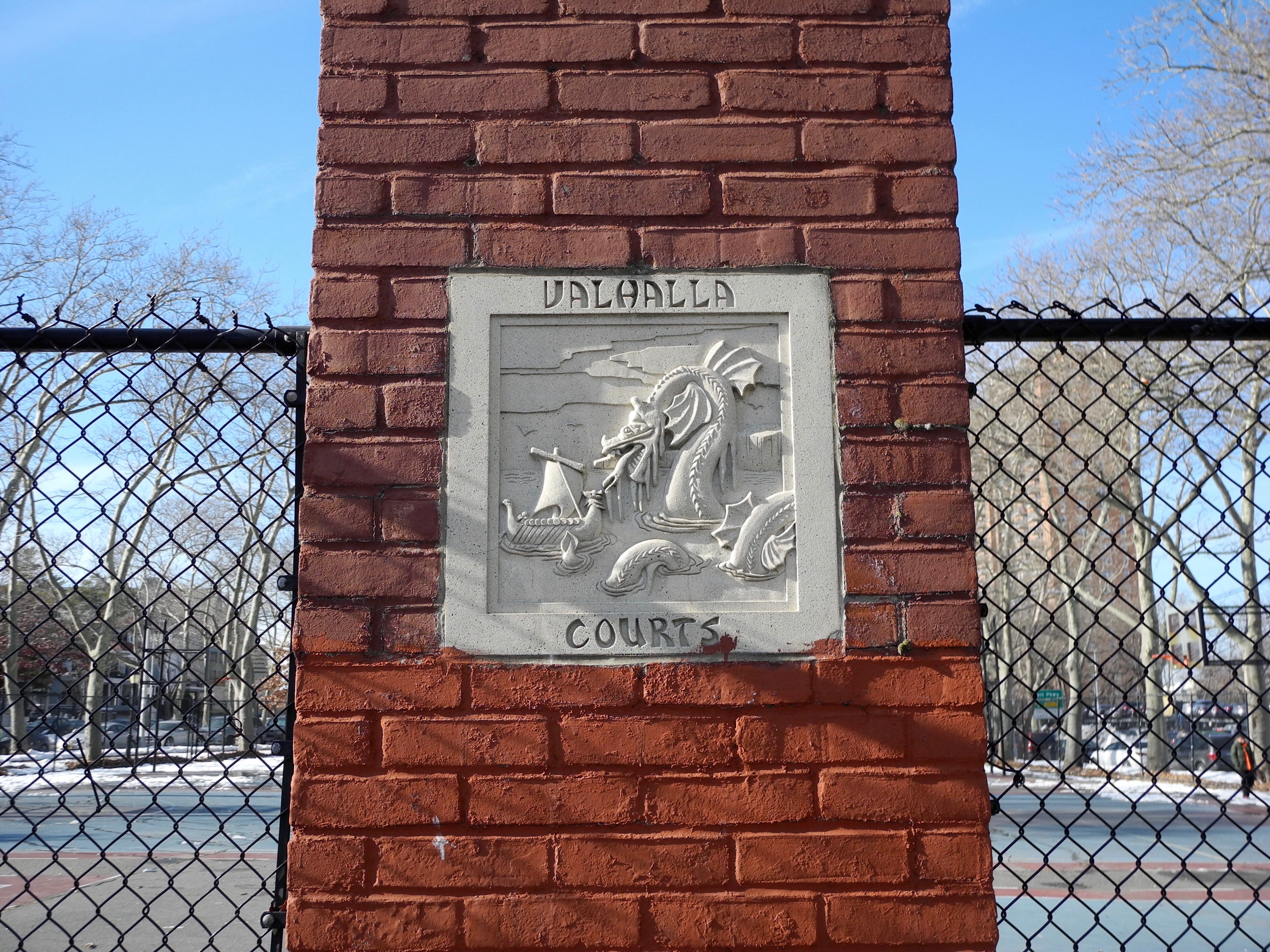
La herencia noruega de Bay Ridge vive hoy en Valhalla Courts. Mientras que el dios nórdico Odín gobernó la mítica sala de la que las canchas toman su nombre, en su mayoría son los adolescentes locales quienes gobiernan estas áreas de juego de baloncesto.

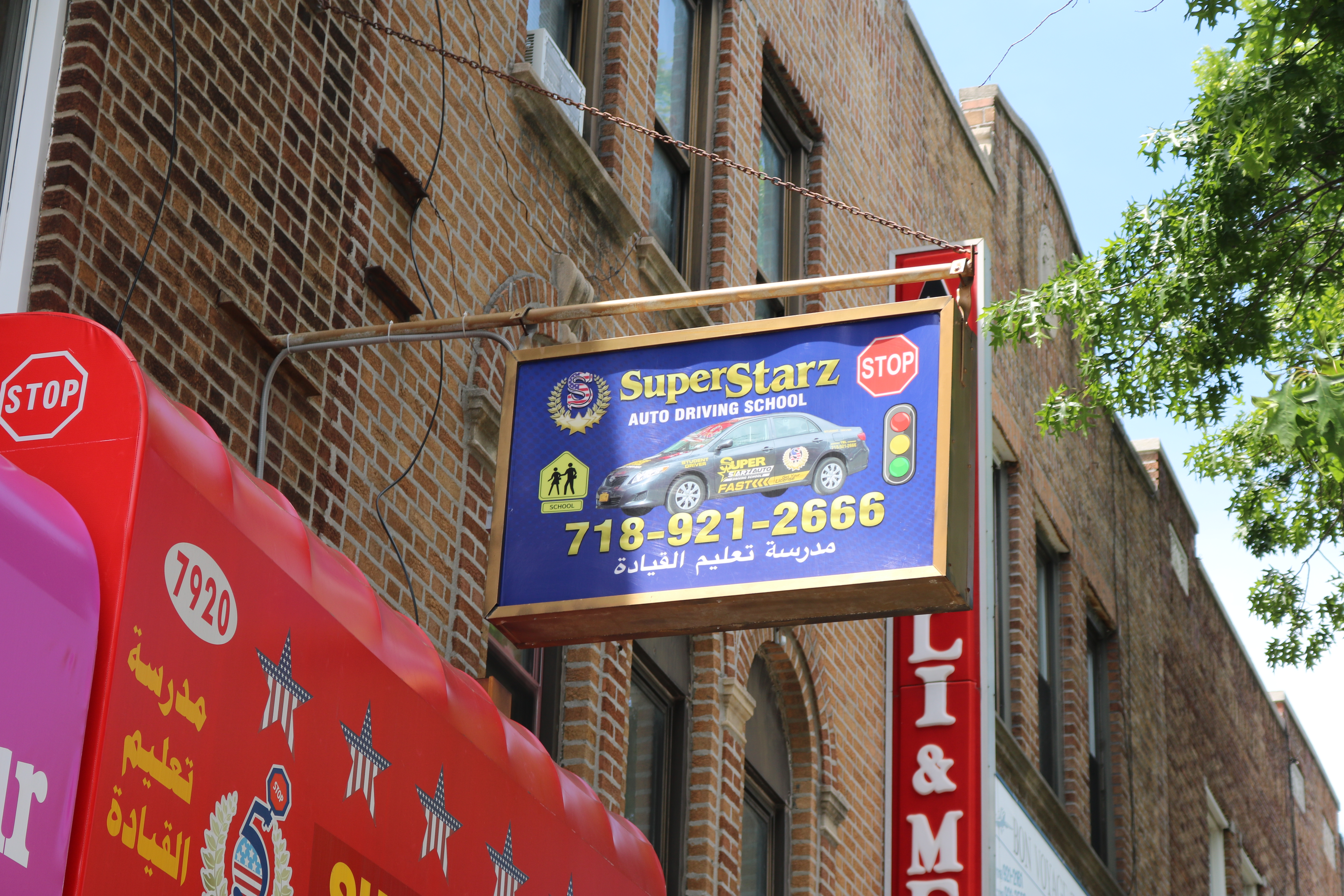
La comunidad árabe de Bay Ridge es fuerte y considerable, y su presencia es evidente en todo, desde restaurantes hasta escuelas como la escuela de manejo de automóviles Super Starz en la foto de arriba en 79th St.

Hasta principios de la década de 1970, Bay Ridge estuvo dominada por su comunidad noruega. Para 1971, la comunidad noruega de 30 000 habitantes de Bay Ridge se jactaba de ser la cuarta "ciudad" noruega más grande del mundo. Los residentes también compararon la cadena de negocios noruegos de la Octava Avenida con la puerta Karl Johans de Oslo. Su herencia nórdica sigue siendo evidente en el Desfile anual del Día de la Constitución de Noruega, también conocido como el Desfile de Syttende Mai, que presenta a cientos de personas vestidas con trajes típicos que desfilan por la Tercera Avenida. La celebración termina en el Parque Leif Ericson, llamado así por el explorador vikingo, donde se corona a "Miss Noruega" cerca de la estatua de Leif Ericson. La estatua fue donada por el príncipe heredero Olav de Noruega en 1939. Nordic Delicacies, una tienda noruega de regalos y comestibles, permaneció abierta hasta 2015.
A 2016, la población de Bay Ridge es de alrededor de 80,000 y mantiene una considerable población irlandesa, italiana y griega. Al igual que otras áreas en el sur y suroeste de Brooklyn, una afluencia de rusos, polacos y libaneses llegó más tarde en el siglo XX, así como un número menor de chinos. En las últimas décadas, muchos estadounidenses árabes y del Medio Oriente se han mudado a Bay Ridge, y algunos incluso se refieren a él como "el corazón de la comunidad árabe de Brooklyn". El vecindario también es un centro clave para la gran población musulmana de la ciudad de Nueva York.
Bay Ridge tiene muchos restaurantes étnicos, especialmente a lo largo de las avenidas Tercera y Quinta, sus principales zonas comerciales. Se dice que el vecindario tuvo más bares que en cualquier parte del mundo, según la tradición del vecindario. Los sentimientos contra los residentes y trabajadores de ascendencia asiática aumentaron en 2020, con informes de volantes antiasiáticos publicados en el área en junio.
Bay Ridge tiene una gran población de ancianos. Se le ha llamado una comunidad de retiro natural (NORC) ya que muchas de sus familias han crecido en el vecindario mientras sus hijos se mudaron. En 2006, se informó que el 20% de la población de Bay Ridge tiene 60 años o más.

### Noticias
Los periódicos locales incluyen The Home Reporter, Sunset News, The Bay Ridge Courier y Bay Ridge News. El vecindario también suele ser cubierto por The Brooklyn Daily Eagle. Estos periódicos publican otras ramificaciones locales: The Home Reporter también publica The Spectator; ' empresa matriz del Courier también publica The Brooklyn Paper; y Eagle publica un resumen semanal llamado Bay Ridge Life.

### Desarrollo
El desarrollo ha sido un tema apasionante para los residentes de Bay Ridge. En las décadas de 1990 y 2000, muchas casas de dos familias de décadas de antigüedad fueron demolidas y reemplazadas por condominios conocidos coloquialmente como "Fedder Homes", por los aires acondicionados de marca que sobresalían de las fachadas de los edificios. En 2005, líderes comunitarios locales y activistas comunitarios de todo el espectro político se unieron para emitir leyes de rezonificación. Los complejos de apartamentos de seis pisos que bordean Shore Road se encuentran entre los edificios más altos del vecindario.
Bay Ridge fue elegido como "Elección del editor" en la revista This Old House de abril de 2011 como un buen vecindario para comprar una casa antigua.

## Hitos

### Puntos de interés

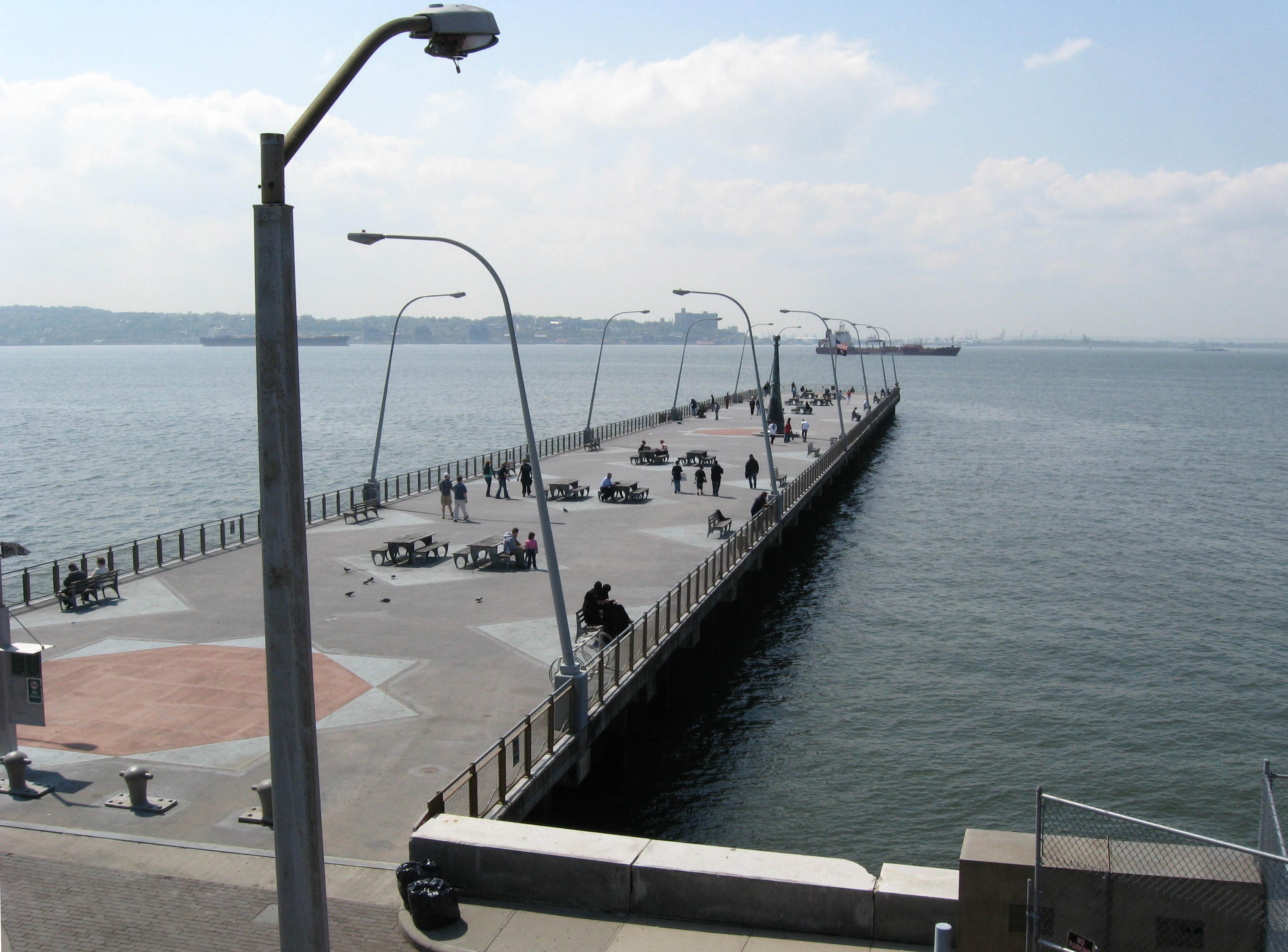
Muelle de la calle 69 en 2008

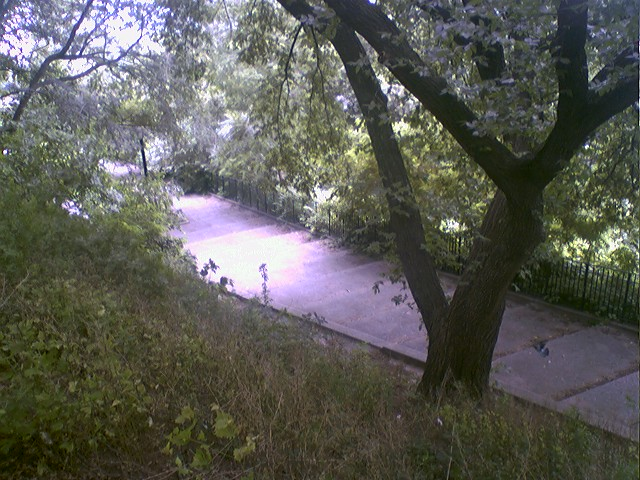
La franja del parque entre la carretera de la costa y Narrows

- 8200 Narrows Avenue House, diseñada por James Sarsfield Kennedy en 1917, es un hito de la ciudad.[11]
- El muelle American Veterans Memorial (comúnmente conocido como el muelle de la calle 69) en Bay Ridge Avenue y Shore Road es el lugar clave de recreación junto al mar de la comunidad. Los pescadores deportivos viajan para pescar en las aguas de "The Bay Ridge Anchorage" ya lo largo del malecón que corre hacia el sur desde el muelle hasta el puente Verrazzano-Narrows y hacia el este a lo largo de Gravesend Bay. El muelle cuenta con una escultura que emite un haz de luz en memoria de quienes perdieron la vida el 11 de septiembre de 2001. El servicio de ferry de cercanías operó entre este muelle y la terminal de ferry de St. George en Staten Island desde 1912 hasta 1964, año en que se inauguró el puente Verrazzano.[88] El servicio de ferry a Wall Street y los puntos a lo largo de la costa occidental de Brooklyn comenzó en 2017 desde el muelle como parte de la ruta del sur de Brooklyn de NYC Ferry.[89]
- Bennet-Farrell-Feldman House, ubicada en 119 95th Street,[90] fue construida en 1847 y ahora es un hito oficial de la ciudad.[18] Una estructura adjunta, que se cree que se usó como granero, no se pudo salvar y fue demolida. La leyenda dice que la casa se giró para que su "paseo de la viuda", un balcón que tradicionalmente da al mar para que las mujeres que se quedaron en casa pudieran vigilar los barcos de sus maridos, ya no mirara hacia el Narrows.[91]
- Doctors' Row, una serie de casas a lo largo de Bay Ridge Pkwy entre las avenidas Cuarta y Quinta (ver § fila de doctores)[8]
- Fort Hamilton, una base militar activa cerca del puente Verrazzano-Narrows (ver § Base militar de Fort Hamilton)
- Las Casas en 216–264 Ovington Ave. se incluyeron en el Registro Nacional de Lugares Históricos en 2007.[92]
- Owl's Head Park (también conocido como Bliss Park), en la esquina noroeste del vecindario, fue anteriormente la propiedad privada de la familia Bliss, que da nombre a la cercana Bliss Terrace. Vendieron lo que quedaba de la propiedad a la ciudad en 1928 por 850 000 dólares, después de que Eliphalet Williams Bliss especificara en su testamento 25 años antes que quería que la ciudad comprara la tierra y la convirtiera en un parque. Antes de ellos, una parte de la propiedad era propiedad de Henry C. Murphy, exalcalde de Brooklyn, embajador, congresista y senador del estado de Nueva York, cuyo nombre lleva la cercana calle Senator. Los restos de la finca (mansión, establo, torre de observación) todavía eran visibles en las décadas de 1930 y 1940, cuando finalmente fueron demolidos y quedaron en mal estado.[93] Es un parque para caminar de 97 125 m²[94] que tiene un parque de patinaje de última generación, un parque para perros, un parque infantil y canchas de baloncesto; tiene el primer skatepark de hormigón construido en Brooklyn.[95]
- El distrito histórico de Senator Street se incluyó en el Registro Nacional de Lugares Históricos en 2002.[96]
- Las calles escalonadas son escaleras públicas en medio de una calle. Por regla general, se colocaron en colinas que eran demasiado empinadas para construir una carretera para automóviles pero que aún permitían el acceso a los peatones.[97]
- La Iglesia Episcopal de St. John[98] fue donde Robert E. Lee sirvió como miembro de la junta parroquial y donde su futura "mano derecha", Thomas J. "Stonewall" Jackson, fue bautizada.[99] El edificio ya no alberga servicios.[100]

### Base del ejército de Fort Hamilton
La base histórica del ejército de Fort Hamilton está ubicada en la esquina suroeste del distrito de Brooklyn de Nueva York, con puertas en Bay Ridge y Dyker Heights, y es uno de varios puestos que forman parte de la región que tiene su sede en el Distrito Militar de Washington.. Su misión es proporcionar al área metropolitana de Nueva York apoyo para la instalación militar de la Guardia Nacional del Ejército y la Reserva del Ejército de los Estados Unidos. Se considera que la base es parte de Bay Ridge. Los niños estacionados en la base están divididos en zonas en las escuelas de Bay Ridge.
Fort Hamilton alberga una de las pocas atracciones culturales del vecindario, el Harbor Defense Museum.

### Doctors' Row
Doctors' Row es una serie de casas adosadas ubicadas en Bay Ridge Parkway entre las avenidas 4 y 5, construidas en los años 1900 y 1910 antes de la apertura de la línea de metro de la Cuarta Avenida. Las 54 casas que componen Doctors' Row incluyen elementos del estilo arquitectónico neorrenacentista, con algunos elementos del estilo neocolonial británico.: 7 En 2019, la Comisión de Preservación de Monumentos Históricos de la Ciudad de Nueva York convirtió a Doctors 'Row en un distrito histórico oficial designado por la ciudad, convirtiéndolo en el primer distrito de este tipo en el vecindario.

## Policía y crimen
El Precinto 68 del NYPD está ubicado en 333 65th Street. El Precinto 68 ocupó el séptimo lugar entre las 69 áreas de patrullaje para el crimen per cápita en 2010. A 2018, con una tasa de agresiones no fatales de 23 por cada 100 000 personas, la tasa de crímenes violentos per cápita de Bay Ridge y Dyker Heights es menor que la de la ciudad en su conjunto. La tasa de encarcelamiento de 168 por cada 100 000 habitantes es inferior a la de la ciudad en su conjunto.: 8 
El Precinto 68 tiene una tasa de delincuencia más baja que en la década de 1990, y los delitos en todas las categorías han disminuido en un 88,6 % entre 1990 y 2018. El recinto informó 2 asesinatos, 16 violaciones, 59 robos, 129 agresiones graves, 96 robos, 387 hurtos mayores y 86 hurtos mayores de automóviles en 2018.

## Bomberos
El Departamento de Bomberos de la Ciudad de Nueva York (FDNY) contiene dos estaciones de bomberos en Bay Ridge. Engine Co. 241/Ladder Co. 109 está ubicado en 6630 3rd Avenue. Engine Co. 242, que atiende principalmente a Fort Hamilton, está ubicado en 9219 5th Avenue.

## Salud
A 2018, los partos prematuros y los partos de madres adolescentes son menos comunes en Bay Ridge y Dyker Heights que en otros lugares de la ciudad. En Bay Ridge y Dyker Heights, hubo 71 nacimientos prematuros por 1000 nacidos vivos (en comparación con 87 por 1000 en toda la ciudad) y 11,4 nacimientos de madres adolescentes por 1000 nacidos vivos (en comparación con 19,3 por 1000 en toda la ciudad).: 11  Bay Ridge y Dyker Heights tienen una gran población de residentes que no tienen seguro o que reciben atención médica a través de Medicaid. En 2018, se estimó que esta población de residentes sin seguro era del 15 %, que es más alta que la tasa de toda la ciudad del 12 %.: 14 
La concentración de partículas finas, el tipo de contaminante del aire más mortífero, en Bay Ridge y Dyker Heights es de 0.0074 miligramos por metro cúbico, inferior a los promedios de toda la ciudad y del condado.: 9 El doce por ciento de los residentes de Bay Ridge y Dyker Heights son fumadores, que es inferior al promedio de la ciudad del 14% de los residentes que son fumadores.: 13 En Bay Ridge y Dyker Heights, el 28 % de los residentes son obesos, el 15 % son diabéticos y el 31 % tienen presión arterial alta, en comparación con los promedios de toda la ciudad de 24 %, 11 % y 28 %, respectivamente.: 16 Además, el 16 % de los niños son obesos, en comparación con el promedio de la ciudad del 20 %.: 12 
El noventa y dos por ciento de los residentes comen algunas frutas y verduras todos los días, lo que es un poco más alto que el promedio de la ciudad del 87%. En 2018, el 74 % de los residentes describió su salud como "buena", "muy buena" o "excelente", por debajo del promedio de la ciudad del 78 %.: 13 Por cada supermercado en Bay Ridge y Dyker Heights, hay 20 bodegas.: 10 
El área de Bay Ridge/Dyker Heights/Bensonhurst no tiene ningún hospital después de que el Victory Memorial Hospital fuera cerrado y convertido en un asilo de ancianos por Joel Landau en 2010 (ahora conocido como Hamilton Park Nursing and Rehabilitation Center). Sin embargo, el Coney Island Hospital, el NYU Langone Hospital – Brooklyn y el Maimonides Medical Center están ubicados en vecindarios cercanos.: 19–20 Además, la ambulancia de voluntarios BRAVO está a cargo de la organización de voluntarios de ambulancias de Bay Ridge.

## Oficinas de correos y códigos postales
Bay Ridge está cubierta principalmente por el código postal 11209, aunque la pequeña parte al norte de 65th Street está cubierta por el código postal 11220. El Servicio Postal de los Estados Unidos opera la estación Ovington en 6803 4th Avenue y la estación Fort Hamilton en 8801 5th Avenue.

## Política
Durante muchos años, Bay Ridge ha sido un enclave relativamente conservador de Brooklyn. Mike Long, quien se desempeñó como presidente del Partido Conservador de Nueva York de 1988 a 2019, era dueño de una licorería y residía en el distrito. La comunidad también se considera un bastión republicano. Una excepción fue el demócrata Sal Albanese, quien fue elegido para el escaño del Concejo Municipal del vecindario en 1983, derrotando al líder de la minoría conservadora-republicana titular Angelo G. Arculeo durante 21 años, y pasó a representar al distrito durante 15 años. Después del censo de 1990, el área se dividió en dos distritos de la Asamblea para eliminar un escaño de la Asamblea Republicana. El panorama político comenzó a cambiar con los cambios de población durante la década de 1990 y principios de la de 2000, cuando la población étnica blanca multigeneracional comenzó a morir o mudarse del área.
La comunidad apoyó al Partido Demócrata durante muchas elecciones presidenciales. En la década de 2010, el vecindario apoyó cada vez más a los demócratas, como el concejal de la ciudad Justin Brannan (elegido en 2017). y el senador estatal Andrew Gounardes (elegido en 2018, derrotando al veterano republicano Marty Golden).
El vecindario es parte del 11.º distrito congresional de Nueva York, representado por la republicana Nicole Malliotakis a 2021. También es parte del distrito 22 del Senado Estatal, representado por Gounardes, y los distritos 46 y 64 de la Asamblea Estatal, representados respectivamente por el demócrata Mathylde Frontus y el republicano Michael Tannousis.

## Educación

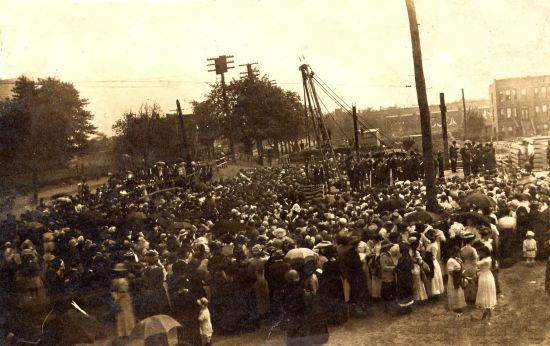
Inauguración de la escuela secundaria Bay Ridge, 1914

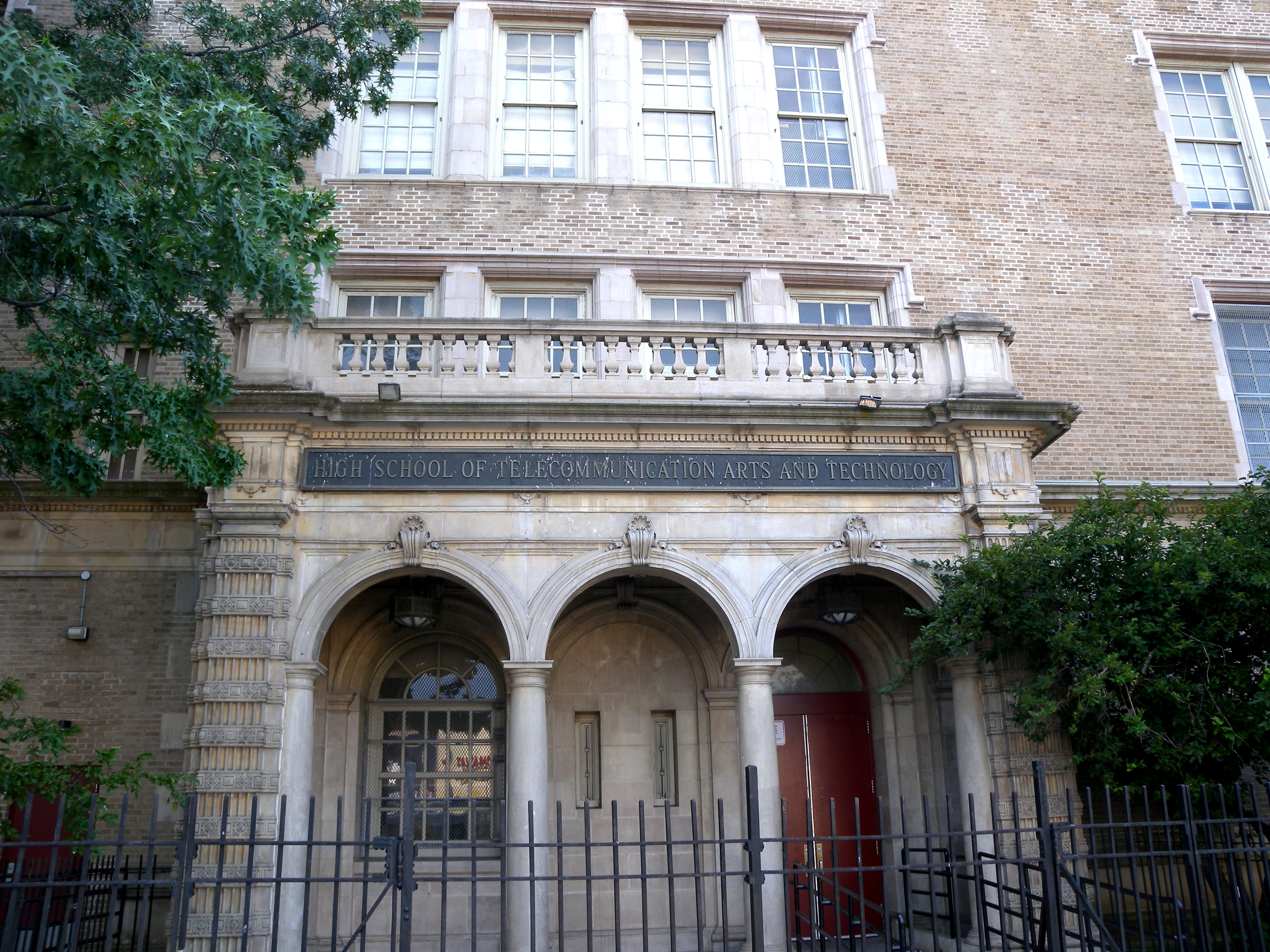
Escuela Superior de Telecomunicaciones

Bay Ridge y Dyker Heights tienen una proporción de residentes con educación universitaria similar a la del resto de la ciudad a a 2018. El cuarenta y seis por ciento de los residentes de Bay Ridge y Dyker Heights de 25 años o más tienen una educación universitaria o superior, el 19 % tiene menos de una educación secundaria y el 35 % son graduados de la escuela secundaria o tienen alguna educación universitaria. Por el contrario, el 40% de los habitantes de Brooklyn y el 38% de los residentes de la ciudad tienen educación universitaria o superior.: 6 El porcentaje de estudiantes de Bay Ridge y Dyker Heights que sobresalen en lectura y matemáticas ha ido en aumento, con un aumento en el rendimiento en lectura del 51 por ciento en 2000 al 52 por ciento en 2011, y un aumento en el rendimiento en matemáticas del 49 por ciento al 71 por ciento en el mismo período de tiempo.
La tasa de ausentismo de estudiantes de escuela primaria de Bay Ridge y Dyker Heights es más baja que la del resto de Nueva York. En Bay Ridge y Dyker Heights, el 8 % de los estudiantes de la escuela primaria faltaron veinte o más días por año escolar, en comparación con el promedio de la ciudad del 20 % de los estudiantes.: 6 : 24 (PDF p. 55) Además, el 82% de los estudiantes de secundaria en Bay Ridge y Dyker Heights se gradúan a tiempo, más que el promedio de la ciudad del 75% de los estudiantes.: 6 

### Escuelas primarias y secundarias
El Departamento de Educación de la Ciudad de Nueva York opera las escuelas públicas del área. Las instituciones educativas en Bay Ridge incluyen PS 102, PS 170, PS 127, PS 185 (Escuela primaria Walter Kassenbrock), PS 104 (llamada Escuela Fort Hamilton), PS 264 (Bay Ridge Elementary School for the Arts), Lutheran Elementary School, St. Anselm's Roman Catholic School, PS/IS 30 (también conocida como Mary White Ovington), IS259 (también conocida como William McKinley Junior High School) Angels Catholic Academy Escuela Preparatoria Holy Bay Ridge, Escuela Secundaria Fort Hamilton, Escuela Secundaria de Telecomunicaciones (originalmente Escuela Secundaria Bay Ridge para niñas), Poly Prep Country Day School, Visitation Academy, Adelphi Academy, Fontbonne Hall Academy, St. Patrick Escuela Primaria, D., Escuela Parroquial G. Kaloidis, y Escuela Secundaria Javeriana. Fort Hamilton High School, entre las calles 83 y 85, fue erigida en la década de 1940 en los terrenos del Crescent Athletic Club, un club de campo. La Escuela Secundaria de Telecomunicaciones era anteriormente la Escuela Secundaria Bay Ridge, que alguna vez fue una escuela para niñas.

### Bibliotecas
La Biblioteca Pública de Brooklyn (BPL) opera dos bibliotecas públicas en el vecindario. La Biblioteca Bay Ridge es la más grande de las dos y está ubicada en 7223 Ridge Boulevard en 73rd Street. El Bay Ridge Reading Club organizó por primera vez la biblioteca en 1880. Se inauguró en su sitio actual en 1896 y se convirtió en una sucursal de BPL en 1901. La instalación actual de dos pisos se inauguró en 1960. En 2004, recibió una renovación de 2,1 millones de dólares, que incluyó muebles y estanterías nuevos, equipo de iluminación nuevo, un techo nuevo y 27 computadoras de acceso público adicionales.
La Biblioteca de Fort Hamilton, ubicada en 9424 Cuarta Avenida entre las calles 94 y 95, fue construida como biblioteca Carnegie en 1906. El predecesor de la sucursal actual se convirtió en parte del sistema BPL en 1901 y se mudó a su ubicación actual en 1905. Desde entonces ha pasado por numerosas reformas. La renovación más reciente se completó en marzo de 2011.

## Transporte
El área es servida por la R tren en la Línea de la Cuarta Avenida entre Avenida Bay Ridge y Bay Ridge–Calle 95.
Además, hay rutas de autobús exprés de MTA X27 que sirven principalmente para el viaje diario a Manhattan, pero también funcionan fuera de las horas pico de lunes a viernes. El X27 también funciona los fines de semana. Las rutas X28 también dan servicio a la parte este de Bay Ridge. Muchas personas que viajan diariamente a Bay Ridge optan por la relativa comodidad y conveniencia del autobús exprés, a pesar de que cuesta más que el metro. Se puede acceder fácilmente a Bay Ridge en automóvil, rodeado por Belt Parkway y Gowanus Expressway. Las rutas de autobuses locales incluyen B1.
La sucursal de Bay Ridge, solo para carga, conecta car floats con Long Island Rail Road.
En junio de 2017, Bay Ridge se convirtió en la terminal de la ruta South Brooklyn de NYC Ferry.